# WTA-toernooi van Newport Beach
Het WTA-toernooi van Newport Beach is een jaarlijks terugkerend tennistoernooi voor vrouwen dat wordt georganiseerd in de Amerikaanse plaats Newport Beach. De officiële naam van het toernooi is Oracle Challenger Series.
De WTA organiseert het toernooi, dat in de categorie "Challenger" valt en wordt gespeeld op de hardcourtbuitenbanen van de Newport Beach Tennis Club.
Tegelijkertijd met dit toernooi wordt op dezelfde locatie een ATP-challengertoernooi voor mannen gehouden.
Het toernooi werd begin 2018 opgericht door sponsor Oracle, in samenhang met het WTA-toernooi van Indian Wells 125K. Later in het jaar werden de toernooien van Chicago en Houston toegevoegd aan de Oracle Challenger Series. Het evenement in Chicago werd in 2019 vervangen door het gedegradeerde WTA-toernooi van New Haven.

## Finales

### Enkelspel
| Datum      | Naam                     | Cat.          | ($)           | Ondergrond        | Winnares         | Verliezend finaliste | Uitslag       |               |
| ---------- | ------------------------ | ------------- | ------------- | ----------------- | ---------------- | -------------------- | ------------- | ------------- |
| 1979-03-25 | Yonex Orange County Open |               | 5.000         |                   | Kimberly Jones   | Ann Henricksson      | 6-4, 6-1      |               |
| 1980–2017  | geen toernooi            | geen toernooi | geen toernooi | geen toernooi     | geen toernooi    | geen toernooi        | geen toernooi | geen toernooi |
| 2018-01-22 | Oracle Challenger Series | Challenger    | 150.000       | hardcourt, buiten | Danielle Collins | Sofja Zjoek          | 2-6, 6-4, 6-3 | details       |
| 2019-01-21 | Oracle Challenger Series | Challenger    | 162.480       | hardcourt, buiten | Bianca Andreescu | Jessica Pegula       | 0-6, 6-2, 6-4 | details       |
| 2020-01-27 | Oracle Challenger Series | Challenger    | 162.480       | hardcourt, buiten | Madison Brengle  | Stefanie Vögele      | 6-1, 3-6, 6-2 | details       |

### Dubbelspel
| Datum      | Naam                     | Cat.          | ($)           | Ondergrond        | Winnaressen                    | Verliezend finalistes            | Uitslag          |               |
| ---------- | ------------------------ | ------------- | ------------- | ----------------- | ------------------------------ | -------------------------------- | ---------------- | ------------- |
| 1979-03-25 | Yonex Orange County Open |               | 5.000         |                   | Ann Henricksson Shannon Gordon | Sue Armet Lindsay Morse          | 6-4, 6-3         |               |
| 1980–2017  | geen toernooi            | geen toernooi | geen toernooi | geen toernooi     | geen toernooi                  | geen toernooi                    | geen toernooi    | geen toernooi |
| 2018-01-22 | Oracle Challenger Series | Challenger    | 150.000       | hardcourt, buiten | Misaki Doi Jil Teichmann       | Jamie Loeb Rebecca Peterson      | 7-6, 1-6, [10-8] | details       |
| 2019-01-21 | Oracle Challenger Series | Challenger    | 162.480       | hardcourt, buiten | Hayley Carter Ena Shibahara    | Taylor Townsend Yanina Wickmayer | 6-3, 7-6         | details       |
| 2020-01-27 | Oracle Challenger Series | Challenger    | 162.480       | hardcourt, buiten | Hayley Carter Luisa Stefani    | Marie Benoît Jessika Ponchet     | 6-1, 6-3         | details       |